# Lasiopodomys brandtii
Lasiopodomys brandtii је врста глодара из породице хрчкова (Cricetidae).

## Распрострањење
Ареал врсте је ограничен на мањи број држава. Врста је присутна у Кини, Монголији и Русији.

## Станиште
Станишта врсте су шуме, планине, травна вегетација, полупустиње и пустиње до 2.000 метара надморске висине.

## Угроженост
Ова врста није угрожена, и наведена је као последња брига јер има широко распрострањење.